# Смекалов, Юрий Александрович
Юрий Алекса́ндрович Смека́лов (род. 30 июня 1980, Нижний Тагил, Свердловская область) — российский артист балета, балетмейстер.

## Биография
В 1998 году окончил Академию Русского балета им. А. Я. Вагановой (класс Константина Шатилова).
В 1998—2009 годах — солист Санкт-Петербургского государственного академического театра балета под руководством Бориса Эйфмана, где исполнял ведущие партии в балетах «Дон Кихот, или Фантазии безумца», «Чайковский», «Карамазовы», «Красная Жизель», «Русский Гамлет», «Дон Жуан и Мольер», «КТО есть КТО», «Чайка», «Анна Каренина», «Иерусалим», «Реквием».
В качестве приглашённого солиста выступал в Михайловском театре (Спартак в одноимённом балете), Варшавской национальной опере (Чайковский в одноимённом балете), в Санкт-Петербургском театре балета имени Леонида Якобсона (Зевс в спектакле «Андро-Гены», Спартак в балете Леонида Якобсона «Спартак»).
В феврале 2009 года был приглашён в Мариинский театр.
С 2008 года работает как хореограф. Осуществил постановки хореографических миниатюр и балетов: «Золото осени» (Verba volant, scripta manent — слова улетают, написанное остаётся), проект памяти Георгия Алексидзе; Parting (первые исполнители: Евгения Образцова и Владимир Шкляров на гала-концерте «Малахов и друзья», Берлин, 2008); «Реквием Нарциссу», «История на бегу» (2009); «Предчувствие весны», «Завод Болеро» (2010).
В 2013 году в Воронежском театре оперы и балета в ходе третьего Платоновского фестиваля подготовил и представил зрителям балетную миниатюру на одно из произведений А. П. Платонова.

## Репертуар в Театре балета Бориса Эйфмана
- Мальчик («Пиноккио»),
- Юноша («Реквием»),
- Еврей («Мой Иерусалим»),
- Дон Кихот («Дон Кихот, или Фантазии безумца»),
- Чайковский («Чайковский»),
- Иван («Карамазовы»),
- Партнер («Красная Жизель»),
- Павел («Русский Гамлет»),
- Дон Жуан, Мольер («Дон Жуан и Мольер»),
- Алекс («КТО есть КТО»),
- Партнер («Мусагет»),
- Вронский («Анна Каренина»),
- Тригорин («Чайка»)

## Репертуар на сцене Мариинского театра
- «Дон Кихот» (Эспада) — хореография Александра Горского по мотивам спектакля Мариуса Петипа;
- «Сильфида» (Гурн) — хореография Августа Бурнонвиля в редакции Эльзы-Марианны фон Розен;
- «Жизель» (Ганс) — хореография Жана Коралли, Жюля Перро, Мариуса Петипа;
- «Лебединое озеро» (Ротбарт) — хореография Мариуса Петипа и Льва Иванова в редакции Константина Сергеева;
- «Корсар» (Бирбанто) — постановка Петра Гусева на основе композиции и хореографии Мариуса Петипа;
- «Спящая красавица» (женихи принцессы) — хореография Мариуса Петипа, редакция Константина Сергеева;
- «Раймонда» (Абдерахман) — хореография Мариуса Петипа, редакция Константина Сергеева;
- балеты Михаила Фокина: «Жар-птица» (Иван-Царевич), «Карнавал» (Пьеро), «Петрушка» (Арап);
- «Бахчисарайский фонтан» (Гирей) — хореография Ростислава Захарова;
- «Щелкунчик» (Дроссельмейер) — хореография Василия Вайнонена;
- балеты Леонида Якобсона: «Шурале» (Али-Батыр, Шайтан), «Спартак» (Спартак, Гармодий);
- балеты Леонида Лавровского: «Ромео и Джульетта» (Тибальд, Парис), «Вальпургиева ночь» (Вакх);
- «Легенда о любви» (Визирь) — хореография Юрия Григоровича;
- «Кармен-сюита» (Тореро, Хозе) — хореография Альберто Алонсо;
- балеты Джорджа Баланчина: «Драгоценности» («Изумруды») и «Сон в летнюю ночь» (Лисандр);
- «В ночи» — хореография Джерома Роббинса;
- «Щелкунчик» (Дроссельмейер) — постановка Михаила Шемякина, хореография Кирилла Симонова;
- «Волшебный орех» (Дроссельмейер) — постановка Михаила Шемякина, хореография Донвены Пандурски;
- балеты Алексея Ратманского: «Конек-Горбунок» (Спальник, Кони, Морские кони), «Анна Каренина» (Граф Вронский), «Золушка» (Учителя танцев, Мужской танец);
- «Диана Вишнева: Красота в движении» («Лунный Пьеро», «Повороты любви»);
- «Вешние воды» — хореография Асафа Мессерера;
- «Парк» (солист) — хореография Анжелена Прельжокажа;
- «Весна священная» — хореография Саши Вальц.

## Звания и награды
- Лауреат XI Международного конкурса артистов балета и хореографов в категории «хореограф» (Москва, 2009, 1-я премия)
- Лауреат высшей театральной премии России «Золотая маска» в номинации «Лучшая мужская роль» в балете «Чайка» (Тригорин), сезон 2007/2008
- Дипломант фестиваля Benois de la danse, 2008
- Дипломант высшей театральной премии Санкт-Петербурга «Золотой софит», 2008, 2009.